# Condado de Audubon
El condado de Audubon (en inglés: Audubon County, Iowa), fundado en 1851, es uno de los 99 condados del estado estadounidense de Iowa. En el año 2000 tenía una población de 6830 habitantes con una densidad poblacional de 6 personas por km². La sede del condado es Audubon.

## Historia
El Condado de Audubon, se formó el 15 de enero de 1851 a partir de secciones del Condado de Pottawattamie. Fue nombrado después de John James Audubon.

## Geografía
Según la Oficina del Censo, el condado tiene un área total de 1149 km² (443,6 mi²), de la cual 1148 km² (443,2 mi²) es tierra y 1 km² (0,4 mi²) es agua.

### Condados adyacentes
- Condado de Carroll norte
- Condado de Guthrie este
- Condado de Cass sur
- Condado de Shelby oeste

## Demografía
En el 2000 la renta per cápita promedia del condado era de $32 215, y el ingreso promedio para una familia era de $37 288. El ingreso per cápita para el condado era de $17 489. En 2000 los hombres tenían un ingreso per cápita de $28 090 contra $17 528 para las mujeres. Alrededor del 7,70% de la población estaba bajo el umbral de pobreza nacional.
| 1900   | 1910   | 1920   | 1930   | 1940   | 1950   | 1960   | 1970 | 1980 | 1990 | 2000 |
| ------ | ------ | ------ | ------ | ------ | ------ | ------ | ---- | ---- | ---- | ---- |
| 13 626 | 12 671 | 12 520 | 12 264 | 11 790 | 11 579 | 10 919 | 9595 | 8559 | 7334 | 6830 |

## Lugares

### Ciudades y pueblos
Audubon |
Brayton |
Exira |
Gray |
Kimballton |

### Municipios
Audubon |
Cameron |
Douglas |
Exira |
Greeley |
Hamlin |
Leroy |
Lincoln |
Melville |
Oakfield |
Sharon |
Viola |

### Principales carreteras
- U.S. Highway 71
- Carretera de Iowa 44
- Carretera de Iowa 173